# Jacques Champy
Pour les articles homonymes, voir Champy.
Jacques Champy de Boizerant, né le 28 juin 1744 à Saint-Malo et mort le 12 mars 1816 à Paris, est un chimiste français.

## Biographie
Commissaire des Poudres et salpêtres en Bourgogne et en Bresse, au moment de la naissance de ses fils, il est nommé administrateur général des Poudres et Salpêtres par la Convention en 1792.
Il fait partie de la campagne d'Égypte et est nommé membre de l'Institut d'Égypte dans la section de physique, le 22 août 1798.
Il est nommé par Bonaparte administrateur des Poudres en Égypte, le 24 septembre 1798.
Président de l'Institut d'Égypte, le 22 décembre 1800.
De retour en France, il est confirmé comme administrateur général (aux côtés de Bottée et Jean Riffault), puis en 1814 régisseur général des Poudres et Salpêtres. Il est remplacé en 1815 par son fils Jean-Siméon, qui était jusque-là son adjoint. Chevalier de la Légion d'honneur.
Il est le père de Jean-Siméon Champy et de Jean-Nicolas Champy.